# Timothy Tackett
Timothy Tackett (né le 30 août 1945) est un historien américain, spécialiste de la Révolution française, professeur d'histoire à l'université de Californie.
Il est partisan de la thèse selon laquelle ce sont les circonstances qui ont conduit à la Terreur, s'opposant ainsi aux historiens qui soutiennent que, dès son origine en 1789, la violence était inscrite dans la Révolution.

## Œuvres
- 1977 Priest & Parish in Eighteenth-Century France: A Social and Political Study of the Cures in a Diocese of Dauphine, 1750-1791, Princeton University Press, 1977, 368 p.
- 1986 La Révolution, l'Église, la France, Éditions du Cerf, 1986. Ouvrage de référence sur la constitution civile du clergé de 1791, événement central dans l'histoire religieuse de la France.
- 1986 Religion, Revolution, and Regional Culture in Eighteenth-Century France: The Ecclesiastical Oath of 1791, Princeton University Press, 1986, 448 p.
- 1996 Claude Langlois, Michel Vovelle, Serge Bonin (en collaboration avec), Atlas de la Révolution française. Religion, 1770-1820, tome 9, Éditions de l'EHESS, collection Bicentenaire de la Révolution française, 1996, 103 p.
- 1997 Par la volonté du peuple, comment les députés sont devenus révolutionnaires, Albin Michel, 1997.
- 1998 Gilbert Shapiro, Philip Dawson, John Markoff (en collaboration avec), Revolutionary Demands: A Content Analysis of the Cahiers De Doleances of 1789, Stanford University Press, 1998, 684 p.
- 2004 Le roi s'enfuit : Varennes et l'origine de la Terreur [« When the King Took Flight »]  (trad. de l'anglais par Alain Spiess, préf. Michel Vovelle), Paris, La Découverte, 2004, 285 p. (ISBN 2-7071-4238-7, présentation en ligne).
- 2006 Becoming a Revolutionary: The Deputies of the French National Assembly and the Emergence of a Revolutionary Culture (1789-1790), Pennsylvania State University Press, 2006, 355 p.
- 2006 Stewart J. Brown, Thimothy Tackett (dir.), Enlightenment, Reawakening And Revolution 1660-1815, Cambridge University Presse, 2006, 694 p.
- 2018 Anatomie de la Terreur : Le processus révolutionnaire, 1787-1793 [« The coming of the terror in the French revolution »]  (trad. de l'anglais par Serge Chassagne), Paris, Éditions du Seuil, 2018, 474 p. (ISBN 978-2-02-132367-2, présentation en ligne).